# Pogonomelomys
Pogonomelomys (Rümmler, 1936) è un genere di roditori della famiglia dei Muridi.

## Descrizione

### Dimensioni
Al genere Pogonomelomys appartengono roditori di medie dimensioni, con lunghezza della testa e del corpo tra 130 e 190 mm, la lunghezza della coda tra 140 e 210 mm e un peso fino a 110 g.

### Caratteristiche craniche e dentarie
Il cranio è corto, largo e provvisto di una scatola cranica ampia, le creste sopra-orbitali sono ben sviluppate. La bolla timpanica è estremamente ridotta. I fori incisivi sono corti. I molari hanno una struttura delle cuspidi semplice.
Sono caratterizzati dalla seguente formula dentaria:

### Aspetto
L'aspetto è quello di piccoli topi adattati alla vita arboricola. La pelliccia è soffice. Le dita dei piedi sono munite di grossi artigli. La coda è prensile, ricoperta di scaglie di forma esagonale corredata ciascuna da tre corti peli ed è completamente liscia all'estremità. Le femmine hanno due paia di mammelle inguinali.

## Distribuzione
Questo genere è endemico della Nuova Guinea.

## Tassonomia
Il genere comprende 2 specie:
- Pogonomelomys bruijni
- Pogonomelomys mayeri